# 麦克默多干谷
麦克默多干谷（英語：McMurdo Dry Valleys）为南極洲麦克默多湾西岸维多利亚地的一無雪山谷的统称。這些山谷由冰川后退而形成，约200多万年未有降水，是极度干燥的荒漠地區，是南极大陆唯一没有冰雪覆盖的地方。夏季有些地方会有由於附近冰川融化形成的小溪流。还存在一些盐度极高的永不冰凍的小水塘。
- 麥克默多灣與麥克默多乾燥谷的地圖。
- 干燥谷的衛星照片。
- 乾枯的海豹屍體。